# Норман, Рассел
Рассел Уильям Норман (англ. Russel William Norman; род. 2 июня 1967 года, Брисбен) — новозеландский политик и эколог австралийского происхождения. Солидер Партии зелёных Новой Зеландии (2006—2015), член Палаты представителей Новой Зеландии по списку своей партии (2008—2015). В октябре 2015 года подал в отставку со всех постов и ушёл из политики, став исполнительным директором Greenpeace Aotearoa New Zealand.

## Ранние годы жизни
Рассел Норман родился 2 июня 1967 года в австралийском городе Брисбен. Учился в медицинской школе, но бросил её, после чего работал на нескольких неквалифицированных работах. Затем учился в вузе в Квинсленде, был оппонентом тогдашнего премьер-министра Квинсленда Джо Билке-Питерсена. Несколько лет был активистом марксистской Демократической социалистической партии (ДСП), ранее поддерживавшей Воссоединённый Четвёртый интернационал. На федеральных выборах 1990 года был кандидатом в Палату представителей Австралии от ДСП по округу Гриффит: занял последнее, пятое место с 963 голосами.

## Политическая карьера в Новой Зеландии
В 1997 году Норман переехал в Новую Зеландию, где стал активистом лево-зелёной партии «Альянс», в частности редактировал партийный бюллетень. Также Норманом была защищена диссертация доктора философии по политологии об «Альянсе». Позже Норман перешёл в Партию зелёных, активно участвовал в создании отделения партии в Окленде. Также он начал заниматься органическим земледелием.
В 2000-е годы Норман работал помощником членов Палаты представителей от Партии зелёных Сью Кеджли, Нандора Танцоша и Кита Локка. На выборах 2005 года он был главой предвыборного штаба партии, затем занял пост координатора по развитию партии.
Партия зелёных с момента своего основания возглавляется двумя солидерами — мужчиной и женщиной. В 2006 году скончался мужской солидер Партии зелёных Род Дональд. На состоявшихся 3 июня 2006 года выборах нового мужского солидера Норман одержал победу, опередив Нандора Танцоша, Дэвида Клендона и Майка Уорда.

### В Палате представителей
В 2002 году Норман впервые принял участие в новозеландских парламентских выборах. Он занял семнадцатую строчку в списке Партии зелёных, а также стал кандидатом партии в округе Римутака. В итоге ему не удалось занять место в парламенте по списку, в округе он также проиграл, заняв четвёртое место. На выборах 2005 года он занял 10 место в партийном списке и вновь не попал в парламент. Однако 27 июня 2008 года ему всё же удалось занять место в Палате представителей после того, как Нандор Танцош ушёл в отставку, а следующие за ним в списке Майк Уорд и Кэтрин Делаханти отказались от места в парламенте.
В ноябре 2008 года в Новой Зеландии прошли новые всеобщие выборы. На них Норман выдвинул свою кандидатуру в округе Ронготаи, где его основным соперником стала министр полиции правящего лейбористского кабинета Аннетт Кинг. Одновременно он вошёл в список Партии зелёных под вторым номером. По итогам выборов он занял лишь третье место в округе, но прошёл в парламент по списку.
В 2009 году Норман стал кандидатом Партии зеленых на дополнительных выборах в округе Маунт-Альберт, назначенных после отставки премьер-министра (и бывшего депутата от этого округа) Хелен Кларк. По итогам выборов занял третье место с 12,09 % голосов.
В июне 2010 года Норман устроил одиночную акцию протеста против визита в Новую Зеландию заместителя председателя КНР Си Цзиньпина, выйдя встречать его с флагом Тибета. После этого, по слова Нормана, на него напали сотрудники китайских спецслужб. Лидер зелёных подал жалобу в полицию, а также спикеру Палаты представителей, но эти жалобы были оставлены без внимания.
В 2011 и 2014 годах вновь переизбирался членом Палаты представителей под номером 2 в списке Партии зелёных.

### Отставка
В январе 2015 года, вскоре после рождения своего третьего ребёнка, Норман объявил о том, что собирается уйти в отставку с поста лидера Партии зеленых, но сохранит за собой место в парламенте. Перечисляя свои основные достижения на посту лидера, он назвал, в частности, принуждение правительства отменить свое решение разрешить добычу полезных ископаемых, а также проведение референдума по вопросу о продаже правительством активов госкомпаний частным лицам, на котором большинство новозеландцев не поддержали действия правительства. 30 мая 2015 года преемником Нормана на посту мужского солидера стал Джеймс Шоу.
11 сентября 2015 года Норман объявил, что в октябре он уйдет из парламента и покинет Партию зелёных для того, чтобы стать исполнительным директором Greenpeace Aotearoa New Zealand. Его преемником в Палате представителей стала Марама Дэвидсон, следующая в партийном списке (в 2018 году её избрали женским солидером партии). В своей прощальной речи в парламенте Норман говорил о том, что Новая Зеландия потеряла свою демократию. Также он заявил о том, что в стране существуют серьёзные проблемы с доступом к официальной информации.

## Личная жизнь
Рассел Норман проживает в незарегистрированном браке с Катей Пэкуин, старшей сестрой актрисы Анны Пэкуин. По состоянию на 2011 год они жили с двумя сыновьями и дочерью в Хатаитай, пригороде Веллингтона.
В 2012 году у Нормана был обнаружен рак.

## Награды
В 2014 году Норман получил премию «Браво» от организации NZ Skeptics. Эту награду ему присудили за то, что в ответе на комментарии своего однопартийца Стеффана Браунинга по поводу гомеопатии он заявил, что «это не то, что Партия зелёных поддержит, так как зелёные используют подход, основанный на доказательствах».